# Karl Steinhart (Politiker)
Karl Steinhart (* 28. April 1926 in Herten; † 24. Oktober 1988) war ein deutscher Politiker der SPD.

## Ausbildung und Beruf
Karl Steinhart besuchte die Volksschule, Berufsschule, Volkshochschule und die Sozialakademie. Er war zunächst Geschäftsführer und später Direktor der Vestischen Stadtbahnen GmbH, Herten/Westfalen.

## Politik
Karl Steinhart war ab 1949 Mitglied der SPD. Er war Vorsitzender des Ortsvereins Herten und beratendes Mitglied des Verkehrsausschusses der SPD, ab 1945 Mitglied der Gewerkschaft. Ratsherr der Stadt Herten war Steinhart ab 1960 sowie Mitglied des Kreistages Recklinghausen. Er fungierte als stellvertretender Vorsitzender der Arbeitsrechtlichen Vereinigung NRW und war als Vorsitzender der Arbeitsdirektoren für den Nahverkehr tätig.
Karl Steinhart war vom 25. Juli 1966 bis zum 25. Juli 1970 direkt gewähltes Mitglied des 6. Landtages von Nordrhein-Westfalen für den Wahlkreis 095 Recklinghausen-Land III.